# Episodi di Come uccidono le brave ragazze
La prima stagione della serie televisiva Come uccidono le brave ragazze è stata distribuita nel Regno Unito il 1º luglio 2024, tramite il servizio di streaming on demand BBC iPlayer, e il 10 luglio sull'emittente televisiva BBC Three. Il 1º agosto 2024 è stata distribuita a livello internazionale sul servizio di streaming Netflix.
| N° | Titolo originale | Titolo italiano | Prima TV originale | Pubblicazione Italia |
| -- | ---------------- | --------------- | ------------------ | -------------------- |
| 1  | Episode 1        | Episodio 1      | 1º luglio 2024     | 1º agosto 2024       |
| 2  | Episodio 2       | Episodio 2      | 1º luglio 2024     | 1º agosto 2024       |
| 3  | Episode 3        | Episodio 3      | 1º luglio 2024     | 1º agosto 2024       |
| 4  | Episode 4        | Episodio 4      | 1º luglio 2024     | 1º agosto 2024       |
| 5  | Episodio 5       | Episodio 5      | 1º luglio 2024     | 1º agosto 2024       |
| 6  | Episode 6        | Episodio 6      | 1º luglio 2024     | 1º agosto 2024       |

## Episodio 1
- Titolo originale: Episode 1
- Diretto da: Dolly Wells
- Scritto da: Poppy Cogan

### Trama
Pippa 'Pip' Fitz-Amobi sta per iniziare il suo ultimo anno di scuola e spera di andare all'università. Per il suo progetto EPQ (Extended Project Qualification), decide di indagare sulla scomparsa di Andie Bell, avvenuta cinque anni prima, nel 2019. Andie, una studentessa popolare, stava frequentando il suo compagno di classe Sal Singh quando è scomparsa. La polizia ha subito sospettato che Sal fosse il responsabile del suo omicidio. Prima che potesse essere accusato, Sal avrebbe confessato di aver ucciso Andie e si sarebbe tolto la vita. Tuttavia, Pip crede che Sal fosse innocente ed è determinata a scoprire la verità.
Inizialmente respinta dal fratello di Sal, Ravi, Pip comincia la sua indagine intervistando l'amica di Sal, Naomi Ward, che è la sorella maggiore della sua migliore amica, Cara. Il padre di Naomi, Elliot, è un insegnante di inglese nella loro scuola. Naomi rivela che Sal aveva un alibi per la notte della scomparsa di Andie, ma non aggiunge altri dettagli perché la loro conversazione viene interrotta.
Dopo aver intervistato l'amico di Sal, Max Hastings, che sostiene che Naomi stia mentendo per proteggere Sal, Pip si rivolge nuovamente a Ravi. Dopo avergli detto che crede all'innocenza di Sal, Ravi le mostra il telefono di Sal, notando che qualcun altro sembra aver inviato il messaggio di confessione dal suo telefono a causa della differenza nella grammatica.

## Episodio 2
- Titolo originale: Episode 2
- Diretto da: Dolly Wells
- Scritto da: Poppy Cogan

### Trama
In collaborazione con Ravi, Pip ora si concentra sulle due migliori amiche di Andie, Emma Hutton e Nat Da Silva. Intervistandole, scopre che Andie aveva un secondo, misterioso fidanzato, più grande di lei. Pip si prende una pausa dalle indagini e va in campeggio con i suoi amici. Durante il viaggio, trova un avvertimento anonimo nel suo letto che le intima di smettere di indagare.
Tornati dal campeggio, Pip e Ravi, analizzando le foto di Andie sui social media, deducono che poco prima della sua scomparsa lei e Nat avevano litigato. Presumono che il litigio sia legato alla divulgazione di foto di nudo di Nat e sospettano che Andie possa esserne stata la responsabile. Pip e Ravi affrontano Nat, la quale nega di aver fatto del male ad Andie e rivela che Andie aveva una relazione con Max. Pip torna a intervistare Max, trovando una foto intima di Andie nella sua stanza. Tuttavia, lui sostiene di averla trovata a scuola, che il suo rapporto con Andie non era romantico e che, in realtà, Andie spacciava droga e lui era uno dei suoi clienti.

## Episodio 3
- Titolo originale: Episode 3
- Diretto da: Dolly Wells
- Scritto da: Ruby Thomas

### Trama
Pip è decisa a rintracciare lo spacciatore per cui lavorava Andie. Per farlo, deve scoprire il luogo di una festa chiamata "Calamity party", un famigerato evento segreto, frequentato da adolescenti, in cui si dice che circolino droghe e ci sia promiscuità. Più tardi, partecipando alla festa con le sue amiche Cara e Lauren, riesce a trovare lo spacciatore, che le rivela che Andie nascondeva un telefono segreto usa e getta e una scorta di droga in un coniglio di peluche.
In seguito, Pip sfugge per un pelo a un incontro sessuale indesiderato con un altro partecipante alla festa, che aveva ingannato durante la sua indagine sotto copertura. Tornata a casa, riceve un minaccioso messaggio che le intima di smettere di indagare. Il giorno successivo, una conversazione improvvisata con la sorella di Andie, Becca Bell, la scoraggia dal continuare le sue ricerche. Tuttavia, decidendo che deve assolutamente trovare il coniglio e il telefono, Pip si introduce di nascosto nella casa di Andie e Becca con Ravi, dove per poco non vengono scoperti da Dan Da Silva, il poliziotto fratello di Nat.

## Episodio 4
- Titolo originale: Episode 4
- Diretto da: Tom Vaughan
- Scritto da: Zia Ahmed e Poppy Cogan

### Trama
Passando al setaccio il coniglio di peluche rubato dalla casa di Andie, Pip e Ravi trovano una lista di clienti di Andie scritta in codice. Più tardi, lo stesso giorno, Pip scopre che la lista è stata scritta su un foglio di carta dell'Ivy House Hotel. Per indagare, Pip ruba la lista degli ospiti del 2019 e, durante la fuga, scopre che Andie ha soggiornato in quell'hotel, riconoscendo il piano da un selfie che Andie si era scattata lì. Pip capisce che Andie ha alloggiato con il suo fidanzato più grande sotto gli pseudonimi di Daisy Buchanan e Jay Gatsby. Pip cerca di chiamare il numero associato alla prenotazione, ma scopre che è disconnesso.
Il giorno successivo, mentre va a scuola, Dan mette alle strette Pip, rivelandole di sapere che è stata lei a introdursi nella casa dei Bell e facendole pressione affinché smetta di indagare, arrivando a mostrarle un video di Sal che si mostra aggressivo durante un interrogatorio della polizia. Incerta sul significato del video, Pip si chiede se Sal abbia davvero commesso l'omicidio. Si ricorda di aver visto Sal e Andie il giorno prima della scomparsa di lei, con Sal che le chiedeva se avesse visto Andie, quando in realtà Andie voleva essere lasciata sola.
Dopo una discussione con Ravi, Pip torna a casa di Cara, dove Naomi le dà accesso al suo laptop prima di partire per la riunione di classe del 2019. Sul laptop, Pip trova degli screenshot dall'account Instagram di Max Hastings che provano l'alibi di Sal: in realtà, era stato con i suoi amici fino a dopo mezzanotte la sera della scomparsa di Andie. Pip va quindi a cercare Naomi per chiederle perché lei, Max e Jake Lawrence avessero mentito alla polizia, dicendo che Sal aveva lasciato il loro ritrovo per andare a cercare Andie alle 22:30 di quella sera.

## Episodio 5
- Titolo originale: Episode 5
- Diretto da: Tom Vaughan
- Scritto da: Poppy Cogan e Ajoke Ibironke

### Trama
Alla festa di reunion della classe del 2019, Naomi rivela a Pip che lei, Max e Jake sono stati coinvolti in un incidente stradale per guida in stato di ebbrezza la mattina di Capodanno 2019. Max, che era al volante, aveva chiamato qualcuno per insabbiare l’accaduto. Naomi rivela inoltre che qualcuno li aveva ricattati affinché mentissero alla polizia per incastrare Sal. Più tardi, quella sera, Pip riceve altri messaggi minacciosi. Nel tentativo di provocare l’assassino, realizza un video in cui afferma di avere le prove dell’innocenza di Sal. Tuttavia, il giorno successivo, durante una festa di compleanno in famiglia, il cane di Pip, Barney, viene ucciso. Sconvolta, Pip capisce che Max deve aver chiamato Dan dopo l’incidente.
Quando Pip affronta Dan alla stazione di polizia, lui ammette di aver commesso stupro su minore nei confronti di Andie, che all’epoca aveva 15 anni, due anni prima della sua morte, e che Max lo stava ricattando per questo. Il giorno dopo, a scuola, Pip riceve una chiamata dal numero del misterioso fidanzato più grande di Andie. Quando risponde, scopre che si tratta di Naomi, che sta usando il vecchio telefono del padre Elliot. Più tardi, Elliot passa a prenderla per una serata cinema con Cara; Pip lascia intenzionalmente il telefono in macchina così da poterlo localizzare tramite il suo portatile.
Scopre così che Elliot aveva stampato il messaggio in cui le si intimava di smettere di indagare e che si è recato nella vecchia casa della famiglia Ward, abbandonata da anni. Dopo aver avvisato Ravi della sua destinazione, Pip va alla casa e affronta Elliot. Lui confessa di aver avuto una relazione romantica inappropriata con Andie, finita quando lei aveva iniziato a frequentare Sal. Elliot rivela inoltre che, mesi dopo, Andie si era avvicinata a lui per ricattarlo e ottenere denaro. Al suo rifiuto, tra i due scoppiò una lite e Andie cadde, battendo la testa contro il piano della cucina. Elliot dice che stava andando a chiamare un’ambulanza, ma quando tornò, lei era scomparsa.
Dopo aver concluso il suo racconto, Pip sente un ticchettio provenire dalle tubature. Pensando si tratti di Andie, corre in soffitta e scopre una donna dall’incredibile somiglianza con lei. Elliot chiude la porta della soffitta, intrappolando Pip all’interno.

## Episodio 6
- Titolo originale: Episode 6
- Diretto da: Tom Vaughan
- Scritto da: Poppy Cogan

### Trama
La giovane donna nella soffitta, Isla, racconta a Pip di essere stata senzatetto quando Elliot le aveva offerto di restare nella casa. Quella sera, lui le confessò di aver ucciso Sal per impedire alla polizia di indagare sulla scomparsa di Andie. Elliot attirò Sal nei boschi, poi lo drogò e lo uccise, inviando la falsa confessione dal telefono di Sal. In seguito, tenne Isla prigioniera in casa per i successivi cinque anni. La polizia arresta Elliot, anche se lui continua a negare di aver ucciso Andie.
Capendo che Elliot non poteva essere stato colui che aveva rapito Barney, Pip lo affronta alla stazione di polizia. Lui rivela di aver ricattato Naomi e i suoi amici dopo aver scoperto dell’incidente d’auto leggendo il diario di Naomi. Elliot aggiunge di credere che Andie volesse denaro perché desiderava scappare dal padre violento, Jason. Pip apprende da Jesse, un dipendente dell’impianto di riciclaggio di Jason, che la sorella di Andie, Becca, era stata drogata con Rohypnol e violentata durante una festa Calamity; Pip deduce che Max aveva usato il Rohypnol comprato da Andie per aggredire sessualmente Becca.
Becca racconta a Pip che Andie le aveva impedito di denunciare la violenza alla polizia perché ciò l’avrebbe implicata come spacciatrice di Max. Quando Becca venne a sapere che Andie stava pianificando di fuggire di casa, si sentì abbandonata e, durante un litigio, la spinse; Andie, già ferita per la colluttazione con Elliot, morì. Becca porta Pip nel luogo in cui aveva nascosto il corpo di Andie, in una fossa settica, prima di rivelare di aver messo del Rohypnol nel tè di Pip e di volerla uccidere. Tuttavia, Ravi e Cara arrivano in tempo e la polizia arresta Becca.
Un flashback mostra che, il giorno della scomparsa di Andie, Sal la stava cercando per aiutarla nei suoi piani di fuga. Alla fine, Pip e Ravi si confessano i loro sentimenti.